# Circondario di Kyritz
Il circondario di Kyritz (in tedesco Kreis Kyritz) era un circondario della Repubblica Democratica Tedesca, parte del distretto di Potsdam.

## Storia
Il circondario di Kyritz fu istituito il 25 luglio 1952 con la riforma amministrativa della RDT; si estendeva su territori già appartenuti ai disciolti circondari dell'Ostprignitz e del Ruppin.
Il 17 maggio 1990 assunse il nuovo nome di Landkreis Kyritz ("circondario di Kyritz"), e poco dopo, in seguito alla riunificazione tedesca, divenne parte dello stato del Brandeburgo.
Il 6 dicembre 1993, nell'ambito della riforma amministrativa del Brandeburgo, il circondario di Kyritz venne soppresso; le città e i comuni che lo componevano passarono in maggioranza al nuovo circondario dell'Ostprignitz-Ruppin; alcuni comuni, fra cui Gumtow,  passarono invece al nuovo circondario del Prignitz.